# François Wartel
Pour les articles homonymes, voir Wartel.
Pierre-François Wartel est un chanteur d'opéra (ténor) et professeur de chant français né le 3 avril 1806 à Versailles et mort le 12 août 1882 dans le 9e arrondissement de Paris.

## Biographie
Il entre en 1825 au conservatoire de Paris dans la classe de Fromental Halévy, mais entre rapidement à l'institut de musique religieuse de Choron qu'il termine en 1828, puis il retourne au conservatoire auprès de Banderali et de Nourrit. Il obtient un premier prix de chant en 1829. Il est soliste à l'opéra de Paris à partir de 1831. Il crée le rôle de Don Gaspar dans La Favorite de Gaetano Donizetti, ainsi que le rôle de Néarque dans Les Martyrs (1840) qui remportent un grand succès. Il joue aussi des grands rôles d'Hector Berlioz dont Francesco qu'il crée dans Benvenuto Cellini le 10 septembre 1838. Il interprète également Ottokar dans la version de Berlioz du Freischütz de Weber (7 juin 1841).
Il fait connaître à un plus vaste public encore les lieder de Franz Schubert, comme le fait Nourrit, au travers de nombreux récitals publics ou privés dans l'élite parisienne. Il voyage également pour chanter devant le public européen, ainsi à Berlin, Prague et Vienne.
Après 1842 il se lance dans une carrière de pédagogue, en ouvrant une école de chant rue de la Chaussée-d'Antin. Il est considéré comme le meilleur professeur de Paris. Parmi ses élèves, on trouve Mlles Hisson et Trebelli, Marie Heilbron, Christine Nilsson et la grande contralto russe Alexandra Kroutikova. Dans son Journal, Marie Bashkirtseff le qualifie de « premier professeur de Paris » après une audition le 14 juin 1876 qu'il lui fait passer.
Il était marié avec Thérèse Andrien (1814-1865), pianiste, compositrice, critique lyrique et pédagogue au conservatoire de Paris. Leur fils Émile Wartel (1834-1907) fut également chanteur lyrique (basse).